# Onthophagus nagasawai
Onthophagus nagasawai är en skalbaggsart som beskrevs av Matsumura 1938. Onthophagus nagasawai ingår i släktet Onthophagus och familjen bladhorningar. Inga underarter finns listade i Catalogue of Life.